# Stade Geoffroy-Guichard
Stade Geoffroy-Guichard je sportovní stadion ve francouzském městě Saint-Étienne. Byl otevřen v roce 1931 a nese jméno Geoffroye Guicharda, majitele řetězce potravinářských obchodů Group Casino, který věnoval pozemky na jeho stavbu. Má přezdívku Chaudron (Kotlík) nebo l'Enfer vert (Zelené peklo). Nachází se ve čtvrti Carnot Le Marais na severním okraji města. Pro mistrovství Evropy ve fotbale 2016 proběhla rekonstrukce, která zvýšila kapacitu na 42 000 míst. Rekordní návštěva byla 47 747 diváků na pohárovém zápase s Lille OSC 11. května 1985 (tehdy ještě byla část míst určena ke stání).
Stadion je postaven v „anglickém stylu“: čtyři kryté tribuny podél postranních čar a prázdný prostor v rozích, atletická dráha byla v roce 1957 odstraněna. Domácí zápasy zde hraje prvoligový klub AS Saint-Étienne, stadion slouží také k ragbyovým utkáním nebo k hudebním vystoupením. Hrály se zde zápasy mistrovství Evropy ve fotbale 1984, mistrovství světa ve fotbale 1998, Konfederačního poháru FIFA 2003 a mistrovství světa v ragby 2007. Na ME 2016 zde bude hrát česká fotbalová reprezentace proti Chorvatsku. Plánuje se také jeho využití v případě, že budou Paříži přiděleny Letní olympijské hry 2024.